# Within
Within is een Amerikaanse psychologische horrorfilm uit 2016 van regisseur Phil Claydon met Erin Moriarty in de hoofdrol.

## Verhaal
De tiener Hannah verhuist met haar vader en stiefmoeder naar een huis in een rustige buitenwijk. Al snel hoort ze vreemde geluiden en raken voorwerpen vermist of op onverklaarbare wijze verplaatst. Ze verdenken de opdringerige buurman die hun sloten kwam vervangen en denken dat hij 's nachts binnendringt. Ze verwittigen de politie die ontdekt dat hij een kraker is.
Hannah ontdekt dat het gezin dat het huis vroeger bewoonde vermoord werd; een feit dat haar vader had verzwegen. In de spullen die ze achterlieten vindt ze een psychiatrisch rapport waaruit blijkt dat ze nog een zoon hadden die aan een ernstige vorm van agorafobie leed en daarom nooit het huis verliet.
David, zoals hij heet, blijkt nog steeds in het huis te wonen en gebruikt de kruipruimtes tussen de muren om zich te verplaatsen. Hij doet er alles aan om in het huis te kunnen blijven. Daarom moordde hij zijn eigen gezin uit toen ze hem wilden colloceren en de twee gezinnen die er daarna kwamen wonen.
David nam eerder Hannahs vriendje gevangen nadat die haar stiekem kwam bezoeken en gebruikt hem om de politie te misleiden. De jongen wordt neergeschoten afgevoerd en het gezin pakt in om naar een motel te vertrekken. Dan neemt David Hannah gevangen. Haar vader en stiefmoeder horen haar tussen de muren maar worden gedood als ze haar proberen te helpen. Hannah slaagt er bijna in uit het huis te ontsnappen maar David krijgt haar nog net te pakken.

## Rolverdeling
- Erin Moriarty als Hannah Alexander.
- Michael Vartan als John Alexander, Hannahs vader.
- Nadine Velazquez als Melanie Alexander, Hannahs stiefmoeder.
- Dorian Kingi als David Howe.
- Blake Jenner als Tommy, Hannahs vriendje.
- Ronnie Gene Blevins als Ray Walsh, de buurman/slotenmaker.
- JoBeth Williams als Rosemary Fletcher, de buurvrouw.

## Uitgave en ontvangst
Within werd op 7 oktober 2016 uitgebracht in India en op 18 oktober in de Verenigde Staten. In Europa verscheen de film in het voorjaar van 2017.
De film werd negatief ontvangen. Bij IMDb behaalt hij een score van 5,1 op tien en bij Rotten Tomatoes 30%.